# Cheryl Crawford
Cheryl Crawford (Akron, Ohio, 24 de septiembre de 1902 –Nueva York, 7 de octubre de 1986) fue una productora y directora de teatro estadounidense.

## Biografía
Nacida en Akron, Ohio, Crawford se especializó en teatro en el Smith College. Tras graduarse en 1925, se mudó a la ciudad de Nueva York y se matriculó en la escuela del Theatre Guild. Sabía que no quería seguir una carrera como actriz, pero no había otra manera de acceder a la organización que realizaba el teatro de mayor calidad de su tiempo. Terminando su formación en 1927, fue contratada por Theresa Helburn, directora ejecutiva, como secretaria de casting. Se fue abriendo camino realizando varios trabajos detrás del escenario, tales como asistente de dirección de escena y asistente de la Junta de Gerentes, un trabajo administrativo importante . Conoció a Harold Clurman y Lee Strasberg, quienes habían trabajado como lector de obras y actor, respectivamente. Se unió a sus animadas discusiones sobre la necesidad de crear una forma radicalmente nueva de teatro estadounidense.
En 1930, Crawford animó a Clurman a que diera charlas a grupos de actores que querían innovar. Él siguió su sugerencia y las charlas atrajeron a más personas de las que cabían en el apartamento de Clurman, por lo que Crawford consiguió el uso de una sala de exposiciones en la Steinway Piano Company. En 1931, Crawford, Clurman y Strasberg anunciaron la formación de The Group Theatre y consiguieron que 28 jóvenes actores, que habían asistido a las charlas de Clurman, se unieran a ellos durante un verano de preparación y ensayos de doce semanas en el Brookfield Center de Connecticut.
Crawford estuvo en la selección de las primeras obras producidas por The Group, comenzando con la primera, The House of Connelly, del dramaturgo de Carolina del Norte Paul Green, a quien más tarde presentó al compositor Kurt Weill. Consiguió que fueran colaboradores. El primer proyecto estadounidense de Weill, el musical Johnny Johnson, fue la última producción en la que trabajó antes de abandonar The Group Theatre en 1937 para convertirse en productora independiente.
Crawford fue influyente en las primeras carreras de actores como Helen Hayes, Bojangles Robinson, Mary Martin, Ethel Barrymore, Ingrid Bergman, Tallulah Bankhead y Paul Robeson, entre muchos otros. En 1946, ella y Eva Le Gallienne fundaron el American Repertory Theatre. En 1947, junto con los exmiembros del Group Theatre Elia Kazan y Robert Lewis, fundó el Actors Studio, en el que se formaron Marlon Brando, James Dean, Paul Newman, Marilyn Monroe, Al Pacino, Robert De Niro, Dustin Hoffman, Steve McQueen, Martin Landau., Shelley Winters, Jane Fonda, Ellen Burstyn, Harvey Keitel, Jack Nicholson, John Astin y muchos más. Su antiguo socio Strasberg se unió a ellos como director artístico en 1951.
Crawford es miembro del Salón de la Fama del Teatro Americano desde 1979.

## Vida personal
Crawford era lesbiana y estaba vinculada sentimentalmente con su compañera actriz de Group Theatre Dorothy Patten, con quien vivió durante varios años en la década de 1930. Patten también había financiado varios de los espectáculos del grupo. Tras su ruptura con Patten alrededor de 1937, Crawford vivió el resto de su vida con la chef Ruth Norman.

## Producciones destacadas
- Awake and Sing! (The Group Theatre) (1935)
- Porgy y Bess (1942), co-produced with John Wildberg
- One Touch of Venus (1943), co-produced with John Wildberg
- Brigadoon (1947)
- La rosa tatuada (1951)
- Paint Your Wagon (1951)
- Dulce pájaro de juventud (1959)
- Jennie (1963)
- Celebration (1969)
- Yentl (1975)